# Obertheres
Obertheres ist ein Gemeindeteil der Gemeinde Theres im unterfränkischen Landkreis Haßberge in Bayern.

## Geographische Lage
Das Kirchdorf Obertheres geht an seinem Südrand direkt in Theres über. Gemeinsam mit dem Hauptort liegt Obertheres an der B 26 und ist  westwärts mit Untertheres und ostwärts mit Wülflingen verbunden. Südlich von Obertheres verläuft in Ost-West-Richtung die A 70. Durch Obertheres führt der Fränkische Marienweg.

## Geschichte

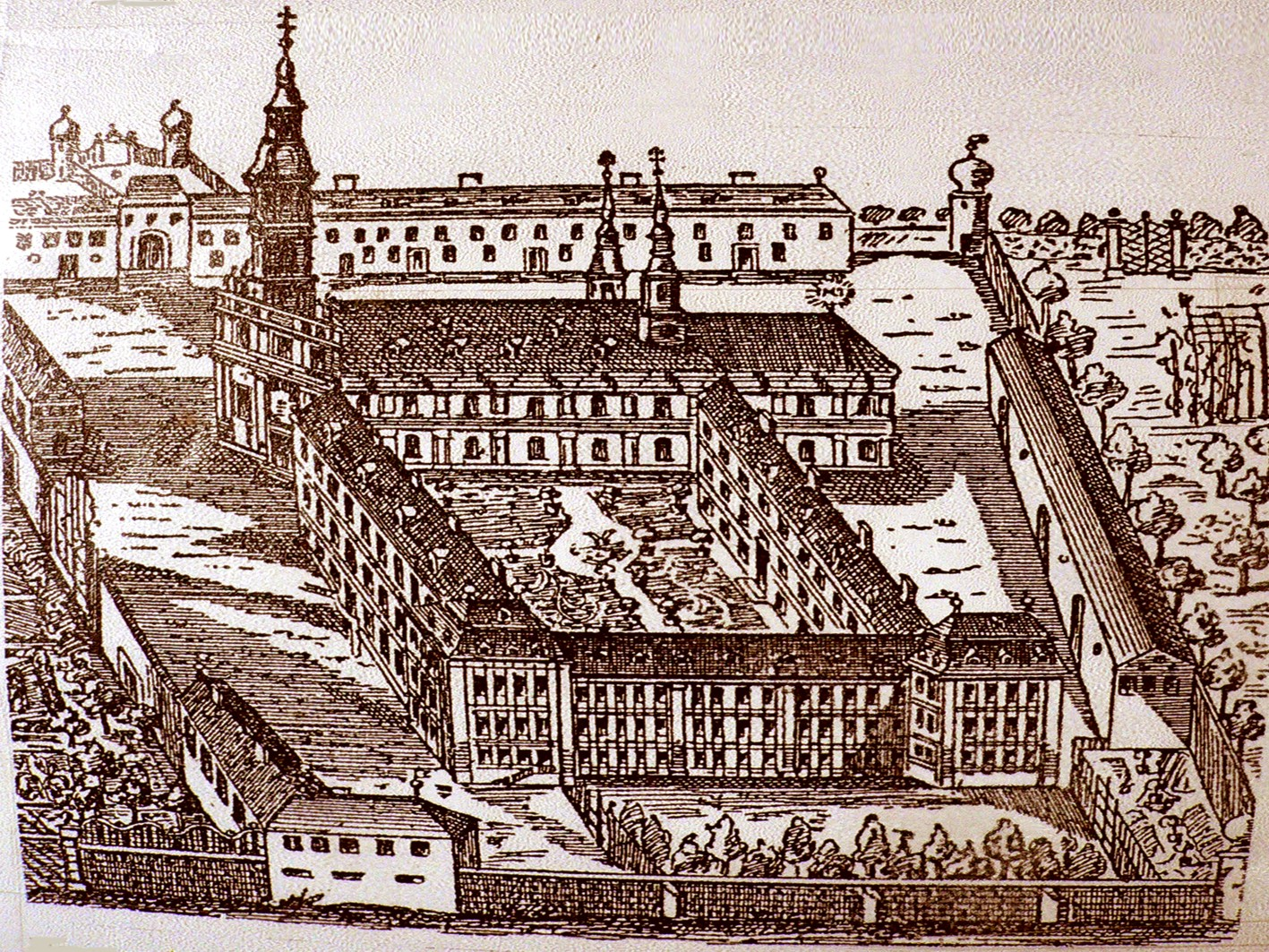
Kloster Theres (18. Jh.)

Die erste bekannte urkundliche Erwähnung des Ortes erfolgte im Jahr 802 als „Terisse“ im Zusammenhang mit einer Schenkung der Orte Knetzgau, Theres und Walburghausen von Graf Whala und seiner Gattin Megina an das Kloster Fulda.
Über die Herkunft des Ortsnamens gibt es viele unterschiedliche Theorien, aber keine Sicherheit. Nach einer Theorie von Hans Jakob entwickelte sich der Name Obertheres aus dem Namen eines nicht mehr erhaltenen Grenzsteins, ded „Sintheristeins“. Er begrenzte einen Wildbann, der von Zeilberg an der Rodach, der Itz und dem Ebelsbach Entlach bis zum Haßberger Forst reichte. Der Name stammt vom Besitzer Sintherishusun des Wildbannlandes und entwickelte sich demnach über die Abkürzung Theris oder Theres zu „ObernTheres“ (erste bekannte Erwähnung dieses Namens: 18. Januar 1360) Anfang des 16. Jahrhunderts zu „Obertheres“.
Laut L. Fries, M. Berninger und P. Schneider entwickelte sich der Name von Obertheres von „Sinterishusen“, was Häuser am Weg bedeutet (sint: Weg, -husen: Häuser). Die Endsilben -husen würden auf eine frühe Entstehungszeit hindeuten.
Ebenso besteht die Möglichkeit, dass sich der Name Obertheres im Zusammenhang mit dem Babenberger Adalbert entstand, dessen Burg von König Ludwig IV., dem Kind belagert wurde. Adalbert ergab sich nach längerer Belagerung und wurde am 9. September 906 enthauptet. Im Zusammenhang mit der Belagerung heißt es in den Annales Alamannici: „Franci et Alamanni ad Tarisam super Adalbertum“ (Die Franken und Alamannen siegen (?) bei Theres über Adalbert).
Die ehemalige Benediktinerabtei Kloster Theres, gegründet um 1043, wurde unter Abt Gregor II. Fuchs (reg. 1715–1755) bis 1748 weitgehend spätbarock umgebaut. Dazu lieferte der Hochfürstlich Würzburgische Stadt- und Landbaumeister Joseph Greissing 1716 die Pläne und begann selbst in diesem Jahr mit dem Neubau einer dreitürmigen Klosterkirche, die im Todesjahr Greissings 1721 fertig gewölbt war. Anschließend vollendete sein ehemaliger Palier und Ehenachfahr Johann Leonhard Stahl d. Ä. die Aufsehen erregende Einturmfassadenkirche und begann bald auch neue Klostergebäude nach Greissings hinterlassenen Plänen, deren drei Flügel mit der Kirche im Norden ein klassisches Klausurquadrum bildeten. Nach der Säkularisation erwarb der dirigierende Minister des Herzogtums Sachsen-Coburg-Saalfeld, Theodor von Kretschmann, 1804 Klostergebäude und Grundherrschaft von Churbaiern. Die Abteikirche ließ er 1809 abreißen, die drei Flügel der Klostergebäude wurden mit kleineren Umbauten zum Schloss Theres. 1830 ging dieses in den Besitz des hessischen Premierleutnants a. D. Georg von Ditfurth über. Von 1830 bis 1855 beherbergte er dort seinen Bruder Franz Wilhelm von Ditfurth, den bedeutenden Sammler fränkischer Volkslieder. 1856 veräußerte Georg von Ditfurth seinen Besitz zum größten Teil an Henry von Swaine und baute sich am Ostende des Parks ein Schlösschen im Tudorstil, das heutige Schloss Ditfurth. Der 1798 in London geborene und in Thüringen ansässig gewesene Henry Joseph von Swaine erwarb die ehemaligen Klosternebengebäude und die dazugehörenden landwirtschaftlichen Ländereien. Die Herren von Swaine stammten aus englischem Landadel (Yorkshire). Von König Ludwig II. wurde Henry von Swaine in den bayerischen Freiherrenstand erhoben. Er modernisierte den Gutsbetrieb, wofür er moderne Maschinen und leistungsfähiges Zuchtvieh aus England einführte. Ihm folgte sein Sohn Richard von Swaine, der von 1871 bis 1874 Mitglied des Deutschen Reichstags war. Seit 1976 gehört das heutige Schlossgut im Erbgang den Grafen von Beust.
Am 1. Mai 1978 wurde Obertheres im Rahmen der Gemeindegebietsreform Gemeindeteil von Theres.
Siehe auch: Liste der Baudenkmäler in Obertheres

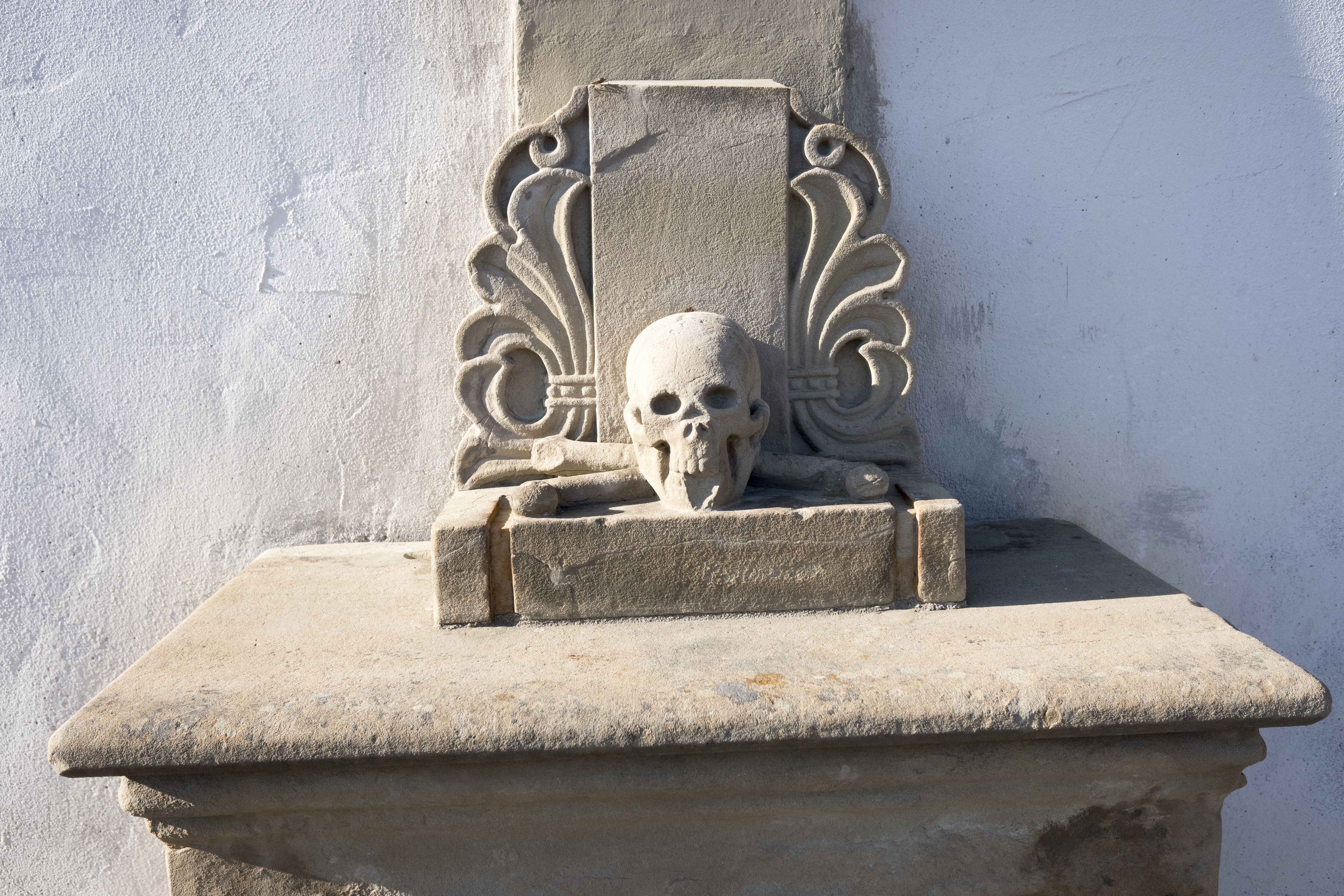
Friedhofskreuz
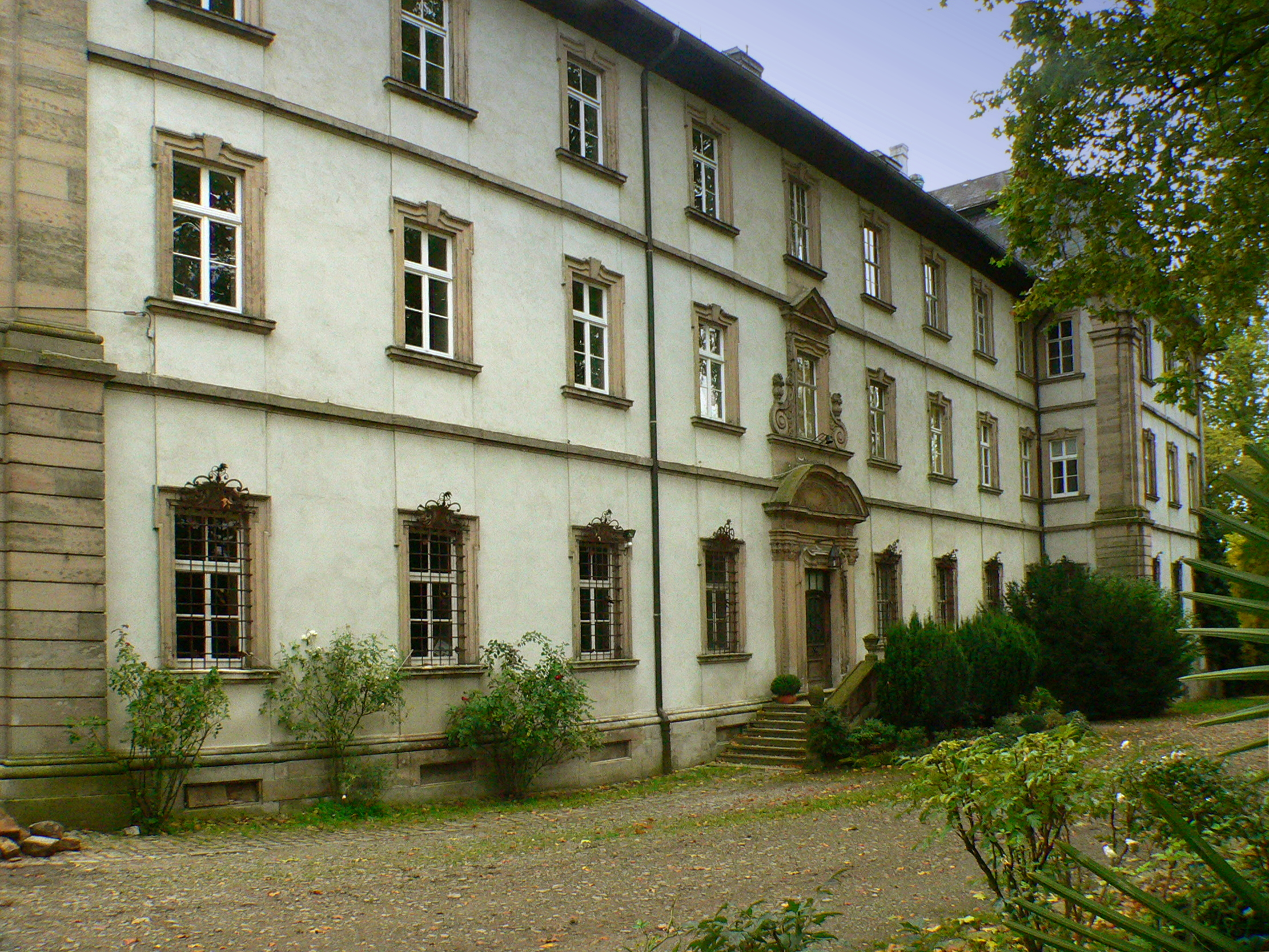
Schloss Theres (ehem. Klostergebäude), Westseite mit Haupteingang, nach Plänen von Joseph Greissing.
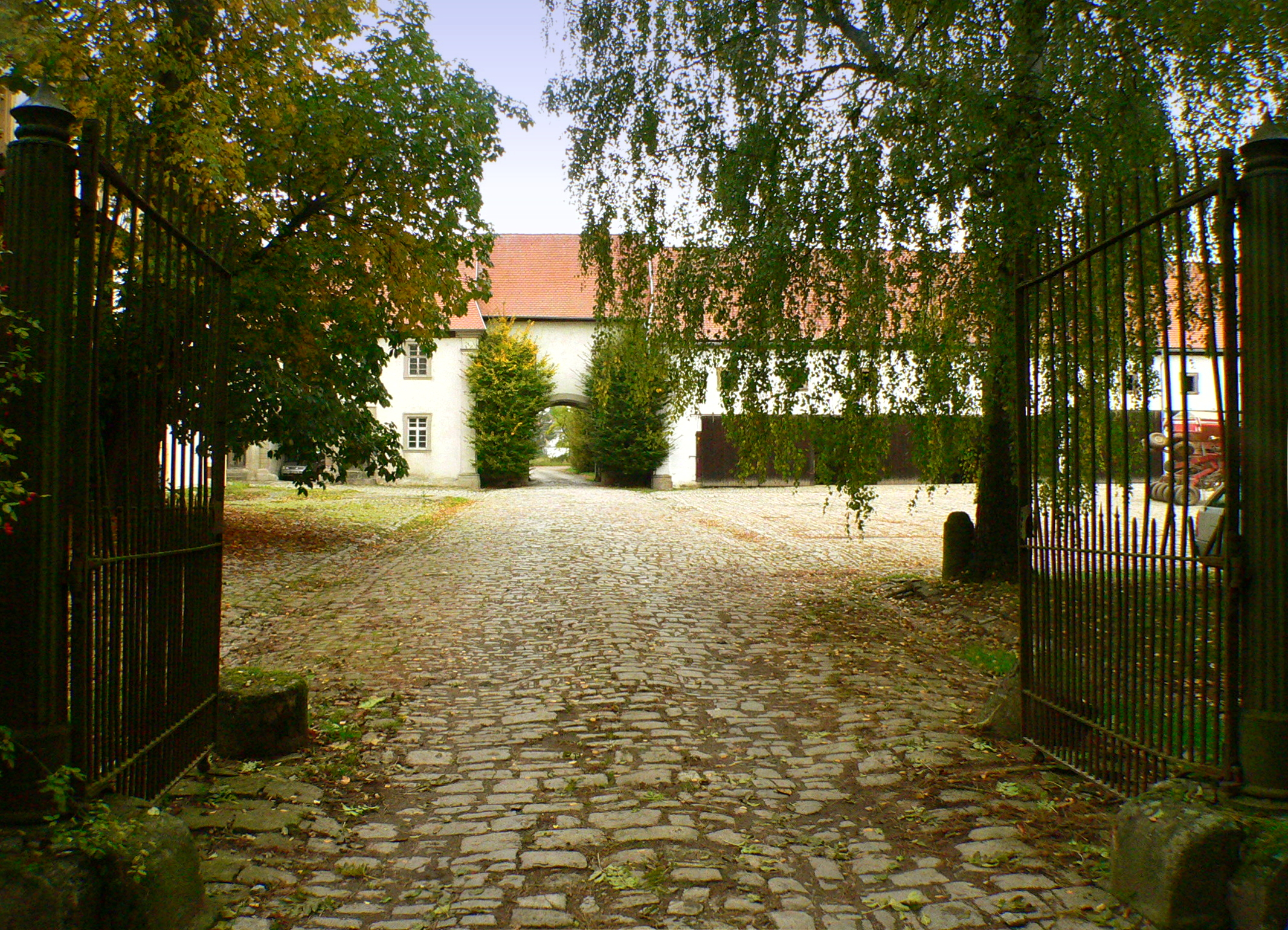
Klosterhof
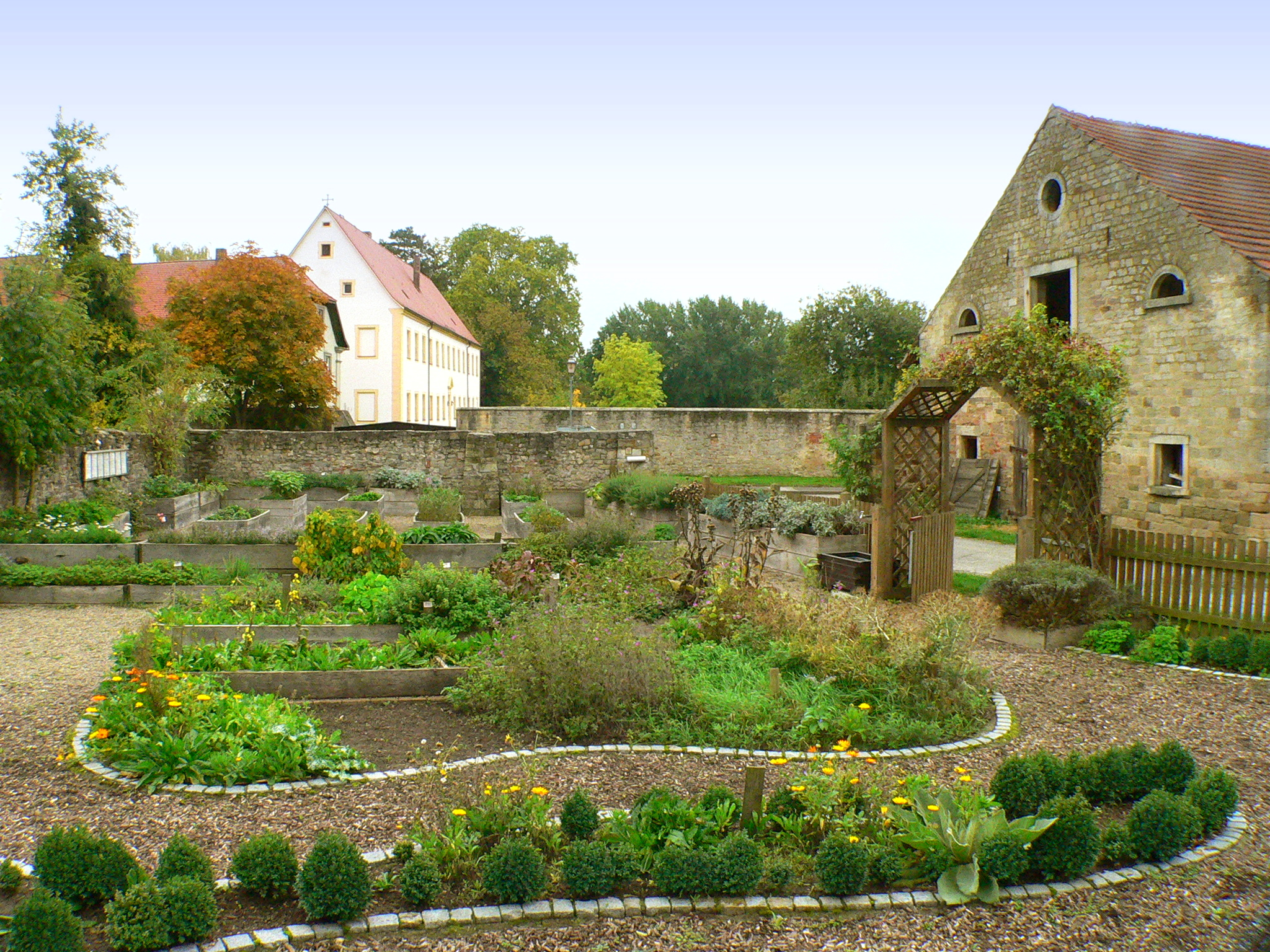
Klostergarten
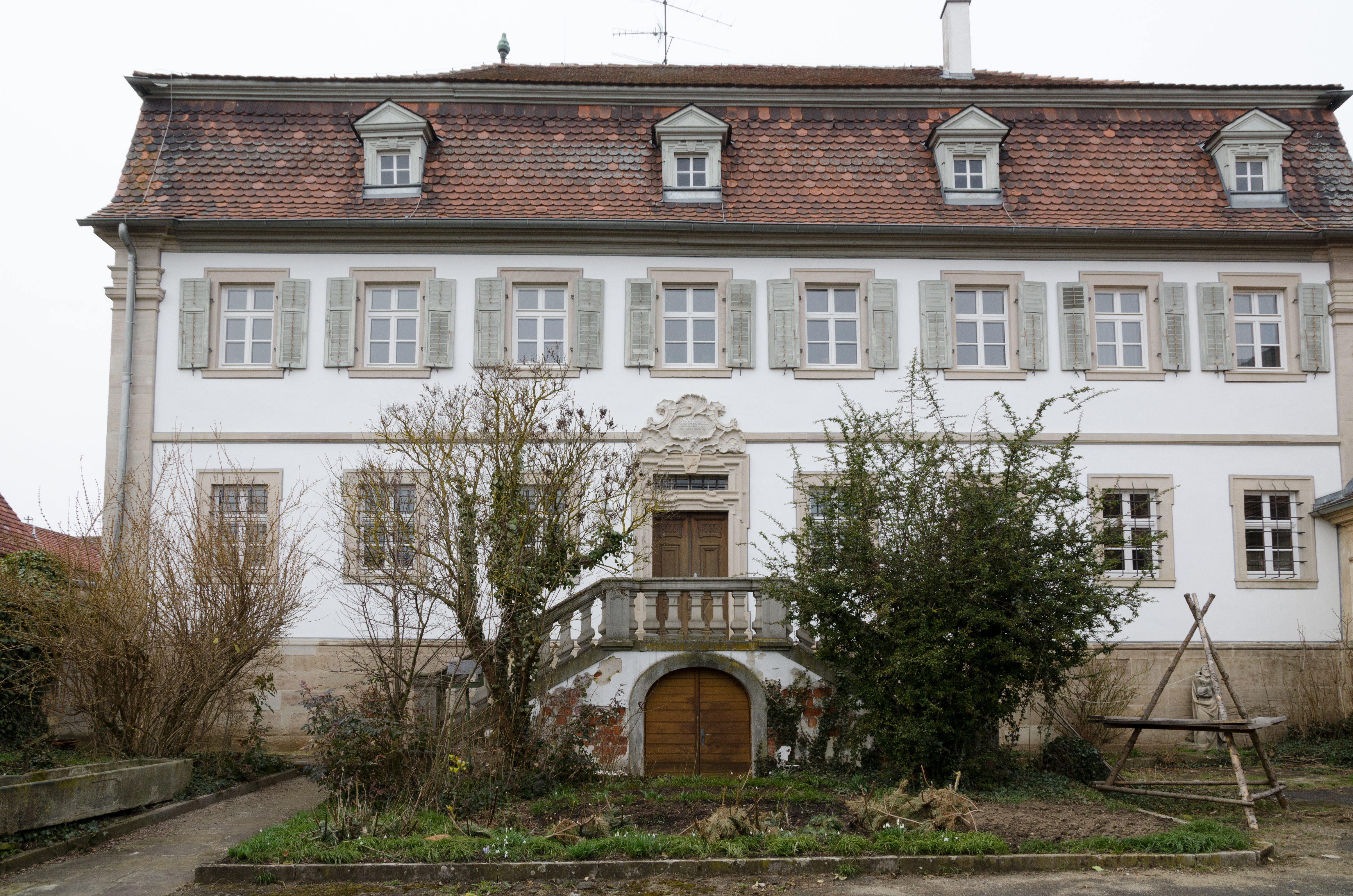
Klostergästehaus (heute Pfarrhaus)
Altar der Marienkapelle in Obertheres

## Persönlichkeiten, die mit Obertheres verbunden sind
- Adalbert von Babenberg (* 854, † 906 in Obertheres)
- Johann Peter Wagner (* 1730 in Obertheres, † 1809), Bildhauer
- Franz Wilhelm von Ditfurth (1801–1880). lebte 1830 bis 1855 hier, Volksliedsammler
- Konrad Schmerbach (1818–1879), Student am Priesterseminar Würzburg, Kaplan am Juliusspital (1851–1855), Pfarrer in Obertheres, Bruder von Michael Schmerbach, einem in Dettelbach geborenen Arzt[5]

## Sonstiges
Paul Maars Autobiographie „Wie alles kam – Roman meiner Kindheit“, Frankfurt 2020, spielt unter anderem in Obertheres.